# ضیاءالدین خالقی
ضیاءالدین خالقی (زادهٔ ۱۳۴۲ در لنگرود) شاعر، نویسنده، پژوهشگر و منتقد ادبی اهل ایران است. او فعالیت ادبی خود را از دهه ۱۳۶۰ آغاز کرد و با نشریاتی همچون ''آدینه''، گردون، کلک، گیله‌وا، کارنامه و  کتاب هفته خبر 
همکاری داشته است.
وی در دهه ۱۳۷۰ دو مجموعه‌شعر به‌نام‌های  رؤیایی به رنگ آتش و آب  و  بارانی از پریشانی یال  منتشر کرد. او در اولین دوره کانون نویسندگان ایران بعد از انقلاب (سال۱۳۷۳) به عضویت کانون درآمد. همچنین کتاب‌هایی در زمینه پژوهش ادبی، از جمله  سیب اتفاقی‌ست که می‌افتد.
سمبولیسم به روایت امروز' ' و نگاهی نو به رباعی‌های نیما یوشیج  را منتشر کرده است.

## زندگی
خالقی سال‌های کودکی و نوجوانی را در تهران و دوران جوانی و میانسالی را در لنگرود سپری کرد.کتابخانه پدرش در سال‌های نخست زندگی اولین مشوق او در مسیر مطالعه و کسب دانش بود این علاقه به کتاب و کتابخوانی سرانجام در سال ۱۳۶۶ به تاسیس کتابفروشی خالقی  در لنگرود انجامید، که تا دهه ۱۳۷۰ یکی از مراکز فرهنگی معتبر استان گیلان و محل رفت‌وآمد شاعران، نویسندگان و هنرمندان برجسته ای چون: بیژن نجدی، شمس لنگرودی، محمود پاینده، محمد تقی صالح‌پور، م.موید، م.پ.جکتاجی
و شهدی لنگرودی بود.
او دوبار در سال‌های ۱۳۶۲ و ۱۳۹۰ در رشته زبان و ادبیات فارسی دانشگاه تهران و دانشگاه ری پذیرفته شد، اما تحصیل دانشگاهی را ادامه نداد و مطالعات آزاد در این زمینه را ترجیح داد.
او همچنین نخستین کارگاه شعر لنگرود را راه‌اندازی کرد و نشریهٔ ادبیات امروز/کادح را با پخش کشوری منتشر نمود. در دهه ۱۳۸۰ همراه با همسر و دو فرزندش به تهران مهاجرت کرد و فعالیت خود را به صورت پراکنده در مراکز فرهنگی و نشر، عمدتا در حوزه ویراستاری ادامه داد. به رادیو فرهنگ پیوست و سال‌ها با عنوان نویسنده، سردبیر و کارشناس برنامه‌های ادبی فعالیت داشت. همچنین مدتی استاد و مدیر کانون ادبی پارک شهر تهران و دیگر فرهنگ سراها بود.
خالقی هم‌اکنون دبیر شعر فصلنامه چامه است و بیشتر وقت خود را به ویراستاری و تدریس در کارگاه‌های ادبی حضوری و مجازی اختصاص می‌دهد

## سبک شعری
خالقی از همان آغاز مسیر شاعری، قالب های گوناگون شعر کلاسیک و شعر نو را آزموده است او پس از سال‌ها تجربه و آزمون در این قالب‌ها، سرانجام به شعر سپید گرایش پیدا کرد؛ شعری که به رغم دوری از وزن عروضی خالی از موسیقی نیست.
به باور خودش:

«اگر وزن را از شعر بگیریم، باید موسیقی به آن ببخشیم تا شعر عریان نماند».'
وی همچنین معتقد است:

«شاعر اهل الهام نمی‌تواند تابع موسیقی درونی خود به هنگام سرودن نباشد.»
شعر او از سویی به سادگی و سهل‌گیری شعر سپهری نزدیک نیست و از سوی دیگر، از پیچیدگی‌ها و ابهام‌های شعر موج نو و گرایش‌های مشابه آن دوری می‌کند.
خالقی با وجود گرایش غالب به شعر سپید، مجموعه‌ای از اشعار کلاسیک و نیز مجموعه‌ای از شعرهای نیمایی نیز در دست انتشار دارد.
او همچنین به زبان گیلکی نیز شعر می‌سراید؛ اشعاری کوتاه و نو که در قالبی به نام"هساشعر" شناخته می‌شوند و مجموعه‌ای از این اشعار گیلکی نیز از وی آماده چاپ است.

## نمونه اشعار
اشاره‌ای کوتاه و گذرا به چند نمونه از اشعار شاعر:
یک

من پنجره را نام دیگرش  چیست؟!
چشمی که کوچه‌ها را صمیمی می‌کند؛
دیوار را ریخته
           لب می‌شود
           لبخند می‌زند؛
دهانی برای گفتن
عابران صبح و غروب را آشنا می‌کند
پنجره را با چشم‌های توست 
        که با دست‌های تو باز می‌شود
پنجره بسته
      شکوفه‌زار رازهاست
      با میوه های مجهول 
کرشمه‌ای از آن 
            کوچه را مست می‌کند
پنجره، کتابی‌ست 
باز که می‌شود

تو را می‌خوانم.
دو 

ای مبدا روشنایی
ای ذات تخیل
تو را به حق نور
تو را به حق یکی از شاخه‌های روشن دور
به نزدیک‌‌تر از من
به نزدیک‌تر از من
به نزدیک‌نر از من

نزدیک شو!

## فعالیت رسانه‌ای
وی سابقهٔ همکاری با رادیو فرهنگ، مجلات ادبی، و مدیریت کارگاه‌های شعر در فرهنگسراها و کتابخانه‌های عمومی را دارد. همچنین سابقهٔ دبیری در نشریاتی مانند  رودکی  و سردبیری در نشریه ادبیات امروز/کادح'' را در کارنامه خود دارد.

## دیدگاه‌ها و نقدها
شعر ضیاءالدین خالقی از نگاه برخی منتقدان دارای ویژگی‌هایی چون سادگی، صمیمیت زبانی و پیوند با طبیعت است. 
یزدان سلحشور با اشاره به آغاز فعالیت شعری خالقی در دهه شصت، معتقد است، شعر وی برخلاف فضای خودانگیخته رایج،  از تنفسی خودانگیخته برخوردار است.

رضا اسماعیلی، شاعر و پژوهشگر درباره خالقی چنین می‌نویسد:

خالقی شاعری است که از گردنه پرخوف و خطر شعر دهه‌ی هفتاد به سلامت گذر کرده و به طرز هوشمندانه‌ای از میدان «معناگریزی»، «زبان پریشی» و «تئوری زدگی»های بی مبنا جان سالم به در برده است. او در شعر به دنبال فضل‌فروشی نیست. زبان شعرهایش از زمختی و درشتی به دور است. به همین خاطر بیانی «سهل و ممتنع» دارد. آن چنان که می‌توان گفت «سادگی» و بی پیرایگی از ویژگی‌های ذاتی شعرهای اوست، و سرمنزل غایی و نهایی‌اش کشف «طبیعت صمیمی زبان» که توصیه همیشگی نیما به پیروان خویش است.
او شاعری است که واژه‌ها را از شاخه‌های اندیشه می‌چیند، با بافه‌های خیال می‌آمیزد، و در سبدی از احساس تقدیم مخاطب می‌کند. شاعری فارغ از تکلف و تصنع که در بیداری خجسته کلمات راه می‌رود و با شهودی شرقی از «طبیعت صمیمی زبان» رونمایی می‌کند؛ چراکه از نگاه او، رسالت شاعر چیزی جز همراهی و همدلی با کلمات برای گشودن پنجره‌های شهود و بازآفرینی دنیایی آرمانی نیست. شهودی که تاریکی‌های جهان را روشن می‌کند و پاهای خسته انسان را به سمت روشن دنیا هدایت. 
خالقی مومنانه به دنبال کشف معنویت کلمات است، و برخلاف بسیاری از شاعران، دنیا را سیاه نمی‌بیند و معصومیت کلمات را با توهمات روان‌پریشانه به بازی نمی‌گیرد. شاعری که با حنجره‌ای سپید و سرشار از امید، راوی «صدای سخن عشق» است. او به دنبال درشت‌نمایی زشتی‌ها نیست. او صورت زشتی‌ها را با تذکر زیبایی‌ها می‌پوشاند و به انسان منتظر و شب‌زده، بشارت سپیده‌دمی پر از شکوفه را می‌دهد. شاعر قدرت کلمات را می‌داند و به مدد شبچراغ کلمات، انسان را از ظلمات زمین می‌رهاند و به آسمان سبزی اشاره می‌کند که پر از باران و بهاران است.

حرف آخر این که ضیاءالدین خالقی شاعری است که در طول چهار دهه گذشته، با عبور از گردنه‌های صعب العبور شعر و شاعری، راه خود را یافته و گلیم خود را بافته است‌، و امروز بیشتر به دنبال بستری است که آموخته‌هایش را به نسل نوجوی آینده بسپارد.
مزدک پنجه‌ای با تاکید بر وفاداری خالقی به زبان و ساختارهای سنتی، بر نقش او در بازآفرینی آرایه‌های کلاسیک در شعر معاصر اشاره دارد. او مجموعه شعر دلشوره‌های من و خاک کاغذی را نمونه ای ازاین گرایش می‌داند که با زبانی توصیفی و تصویری، به طبیعت و عشق می‌پردازد.
غلامرضا کافی، شاعر و پژوهشگر معاصر نیز درباره او در مقاله دریچه هایکو و چاردری طرح این چنین می‌نگارد:

سرودن شعر در قالب کوتاه، که غالباً با توجیه ضرورتِ عصرِ سرعت صورت گرفته است، نزدیک به نیم‌قرن تجربه را پشت سر گذاشته است. در این میان، کسانی نظیر بیژن جلالی، قدسی قاضی‌نور، یدالله رؤیایی، محمد زهری، ضیاءالدین خالقی، بیژن نجدی و سیروس نوذری، نامی برآورده‌اند. اما آنان که با ظرایفِ هایکو آشنایی بیشتری داشته‌اند، در کارِ پرداختِ طرح موفق‌تر بوده‌اند. این افراد، غالباً خواسته یا ناخواسته، طرزِ هایکو و هایکوسرایان را پیشوای خود دانسته و از تقلیدِ صوری و روخاستی تا برداشت‌هایِ محتوایی و معنایی، با رعایتِ فصلِ واژه‌هایِ عاریتی، پیش رفته‌اند. 
از سوی دیگر علیرضا پنجه‌ای با این بیان که جناب ضیاءالدین خالقی هم شاعر با فرهنگی‌ست که نمی‌توان نقش او را نیز در شعر نادیده انگاشت، خاطر نشان می‌کند: که هر کس به اندازه‌ی وسع‌اش به روند شعر نو افزوده است. پنجه ای خالقی را  از شاعران جدی طیف لنگرود معرفی می‌کند، و با معرفی شعر شمس لنگرودی به عنوان نسخه‌ی نئوکلاسیک به این نکته اشاره دارد که شعر ضیاءالدین خالقی نسخه روزآمدتر آن ژانراست

## روایتی و حکایتی
ضیاءالدین خالقی از جمله شاعرانی‌ست که در اوایل دههٔ هفتاد خورشیدی با مجموعه‌هایی چون سیب، اتفاقی‌ست که می‌افتد شناخته شد. آثار او نزد علاقه‌مندان به شعر معاصر فارسی جایگاه ویژه‌ای دارد و نام او برای بسیاری از اهالی لنگرود، یادآور کتاب‌فروشی کوچکی در کوچهٔ مسجد جامع است که حالا دیگر وجود ندارد.
یاسین نمکچیان، شاعر و نویسنده، در یادداشتی دربارهٔ خالقی می‌نویسد: 

«ضیاءالدین خالقی یکی از شاعرانی است که در اوایل دهه‌ی هفتاد با انتشار دو مجموعه‌شعر و کتاب سیب اتفاقی‌ست که می‌افتد به شهرت رسید. من همه‌ی کتاب‌هایش را دوست دارم و شعرهایش همیشه برایم قابل احترام بوده‌اند. از طرفی دیگر، ضیاءالدین خالقی برای خیلی از دوستان همشهری من تداعی‌کننده‌ی خاطره روزهای دور لنگرود است؛ با آن کتابفروشی کوچه‌ی مسجد جامع که جایش برای جماعت کتاب‌خوان آنجا بدجوری خالی است. آخرین‌کتاب خالقی زمستان ۸۵ با یک تأخیر ده‌ ـ دوازده ساله منتشر شد که شعرهایش نشان می‌دهند او در طول سال‌های گذشته به شکلی جدی کار کرده است. کاش منتقدان ما بیشتر به خودشان زحمت می‌دادند و کتاب‌های خوب را کشف و به مخاطبان معرفی می‌کردند. البته جماعت روزنامه‌نگار هم می‌توانستند گذشته از دوستی‌ها و نان قرض‌دادن‌ها با ادبیات حرفه‌ای‌تر برخورد کنند.

مزدک پنجه‌ای، نویسنده و روزنامه‌نگار نیز در یادداشتی از خالقی اینطور می‌نویسد:

«روزی از یک نویسنده‌ی گیلانی پرسیدند چرا دیر به نوشتن روی آوردی؟ گفت: اگر زودتر شروع می‌کردم از گرسنگی می‌مردم! واقعیتی که متأسفانه سال‌های سال است گریبان بسیاری از هنرمندان این مرز و بوم را گرفته. شاید باید اذعان داشت غم نان، استعداد بسیاری از هنرمندان را خشکاند و از ادامه‌ی راه بازشان داشت.
ضیاءالدین خالقی، شاعری از خطهٔ لنگرود گیلان است. او سال‌های سال در شهر لنگرود فروشگاه کتابی دایر کرده بود و از این طریق روزگار می‌گذراند. حالا اما خبر دارم جلای زادگاه کرده و به پایتخت پناه برده است.
آخرین اثری که از خالقی پیش از مجموعه‌شعر دل‌شورهای من و خاکِ کاغذی (۱۳۸۵) منتشر شده، به سال ۱۳۷۱ برمی‌گردد. تاریخ انتشار کتاب‌های او مؤید این نکتهٔ مهم است که خالق اثر خواسته، بیش از آن‌که حرفه‌ای‌گری در شعر را پیشه کند، پدر و همسری خوب برای خانواده‌اش باشد.»
در پایان،  قطعه‌ای از یکی از شعرهای خالقی را چنین نقل می‌کند:
 دل‌نگرانِ تواَم / گاهی که ستاره‌ای پنج‌پَر / در اوج / به بلندای زیبایی / می‌درخشد / دل‌نگران تواَم / گاهی که سیبی سرخ / از درختی نزدیک / - نزدیک‌تر از حیاطِ خانه به ما - / شیرین و آبدار / بی‌لکی به رخسار و تن حتا / بر سرشاخه‌های زندگی / می‌رسد / دل‌نگران تواَم / آن دم که ستاره‌ای فرو می‌افتد / برای خاکستر شدن / آن دم که سیبی فرو می‌غلطد / برای پوسیدن / دل‌نگران تواَم / که این چنین بی‌مهابا می‌درخشی و / هیچ دل‌گران من نیستی. 
محسن فرجی، نویسنده و شاعر، یکی از تأثیرگذارترین روایت‌ها دربارهٔ مواجهه با شعر خالقی را این‌گونه نقل کرده است: 

كلاغ‌پر در حاشيه‌ی جاده چالوس راه مي‌رفتيم، به سختي و با تحقير و خستگي. ماشين‌هاي خوشبخت كه به سرعت از كنارمان مي‌گذشتند از پشت عينك‌هاي دودي به ما نگاه مي‌كردند و مي‌خنديدند يا دست تكان مي‌دادند. گاهي هم - انگار براي حيوانات باغ وحش- برايمان سيگار يا ميوه پرتاب مي‌كردند.
   خسته با پوتين‌هاي سنگين، مثل رديف مورچگان در حاشيه‌ی جاده كلاغ‌پر مي‌رفتيم تا دلشان به رحم بيايد و فرمان استراحت بدهند. بعد؛ بي‌جان رها مي‌شديم در محوطه‌اي سبز كه زيبايي‌اش به چشم ما نمي‌آمد الا آن روز كه ناگهان همه چيز زيبا شد؛ عرق‌ريزان و نفس‌زنان در كنار جاده رها شده بوديم روي خاك. ميان آن همه سرباز فقط من بودم كه ديدم مجله‌اي گل‌آلود را كه چسبيده بود به خاك. برش داشتم. اسم مجله <كادح> بود و پر بود از شعر، با كاغذهاي كاهي كه بوي غمناكي مي‌داد. يكباره در اوج درماندگي، كلماتي از ميان همه‌ی آن شعرها جلوي چشمانم رژه رفتند و بهت نشست در گلويم. اسم شاعر آن كلمات ضياء‌الدين خالقي بود كه چند شعر كوتاهش در آن مجله رهاشده در حاشيه‌ی جاده، چاپ شده بود. از ميان شعرهاي خيلي كوتاه او آنكه آوار شد روي سرم و بغض را به قطره‌اي اشك پنهان بدل كرد، اين بود : <شكوفه / لحظه‌اي‌ست كه مي‌رويد / سيب/ اتفاقي‌ست كه مي‌افتد.> و اين شعر هم بود كه عمق تنهايي و غربت آن لحظه را معنا مي‌كرد: <بيهوده هم قافيه نشده‌اند / شب و تب / هذيان شعر مي‌داند.>
كادح گل‌آلود را در جيب شلوار سربازي‌ام گذاشتم تا در لحظات كمياب استراحت، دوباره و صدباره بخوانمش. حالادر آن روزهاي تهي و باطل، گنجي همراه داشتم به اسم شعرهاي ضياء‌الدين خالقي.
   آن روزها تابستان سال ۱۳۷۰ بود. بعدها فهميدم كه حوالي همان ايام زنده‌ياد بيژن نجدي به كتابفروشي ضياء‌الدين خالقي در لنگرود رفته و اصرار كرده بود كه شعر <سيب اتفاقي‌ست كه مي‌افتد> در كادح چاپ شود. خالقي موافق نبود و گمان مي‌كرد كه اين شعر، فرم و ساختار خودش را پيدا نكرده، اما نجدي او را مجاب مي‌كند كه بايد شعر را به چاپ بسپارد. اينگونه نجدي با كشف اين شعر، واسطه‌ی خير مي‌شود تا در كادح منتشر شود و بعد احيانا به دست خواننده‌اي بي‌ذوق برسد كه آن را از پنجره‌ی ماشينش رها كند در جاده چالوس تا من، خسته از راه برسم و در آن روزهاي بي‌حاصل و تكراري دوباره كشفش كنم.شايد اگر آن سرباز به نشريات ادبي اواخر دهه‌ی شصت و اوايل دهه‌ی هفتاد برمي‌گشته، مي‌توانسته ردپاي پررنگي از شعرهاي خالقي را در آنها ببيند، اما انگار از همان سال ۷۲ ورق براي شاعر ما برمي‌گردد؛ كتابفروشي‌اش به دليل ركود و رخوت كتابخواني در آن سال‌ها بسته مي‌شود. جرياناتي انحرافي هم در مطبوعات ادبي رخنه مي‌كند كه خالقي را از چاپ شعرهايش در آنها بازمي‌دارد. از طرف ديگر ناشري هم پيدا نمي‌شده كه كتاب شعر چاپ كند و اساسا فضا و شرايط براي انتشار مجموعه شعر مناسب نبوده. همه اينها به همراه فراز و نشيب‌هاي زندگي، سال‌ها خالقي را از عرضه شعرهايش دور مي‌كند تا سال ۸۵ با دلشوره هاي من و خاك كاغذي اعلام حضوري دوباره كند؛ سالي كه براي اولين‌بار شاعر شفابخش روزهاي تلخ چالوس را از نزديك ديدم. از لنگرود به تهران آمده بود و در روزنامه‌اي كه كار مي كرديم ميهمان يكي از بچه‌ها بود. به نسبت يك شاعر چهل و سه ساله كمي شكسته مي‌نمود، اما آرام و دوست‌داشتني بود. ديگر ديداري ميسر نشد تا بعد كه شنيدم امسال با خانواده‌اش - همسر و فرزندانش علي و پريسا - به تهران آمده و ساكن پايتخت شده. حالا او در تهران تنها كار ثابتش اداره دو كلاس شعر است و مابقي ايامش به جز سرودن و خواندن، به ويراستاري و نوشتن براي راديو مي‌گذرد كه گاهي هست و گاهي نيست. خالقي مستاجر است، اما اينها مهم نيست و مهم اين است كه او با "دلشوره‌هاي من و خاك كاغذي" برگشته و سكوت طولاني‌اش را در  صفحه به شعر امروز ايران تقديم كرده و در ميان اين تقديمي‌ها شعري است به اسم گل سرخ كه خالقي براي زنده ياد بيژن نجدي و در جواب شعري از او به نام ليلي‌ست گل سرخ سروده: 
وقتي كه شعله برافروخت قامتي گل سرخ / پنداشتم به خواب ليلي رفته‌اي و / بازآمده‌اي/ كه اين‌گونه از لبت گل سرخ مي‌ريزد و / از كلامت  ليلي‌ست گل سرخ/ . پنداشتم هاله اي حلقه ها ساخته اي / دايره پشت دايره از نور/ اما ديدم / دنيا، كولي تر از سيبي ست كه گاه مي شود گل سرخ / يا گل سرخي كه سيب / تا / هر كجا / كه دلش خواست / عاشقانه جا باز كند/ و ديدم كه كولی‌تر از آنيم / كه اين‌گونه در كلامي خلاصه شويم و خلاص/ و ديديم سيب، حسرت سرخي‌ست / و از گل خبر سرخي نمي‌رسيد/ گاهي مگر دلي كه مي‌تپيد سيب/ گاهي مگر زباني كه شعله مي‌گرفت گل سرخ. 